# Laelia madagascariensis
Laelia madagascariensis är en fjärilsart som beskrevs av Collenette 1934. Laelia madagascariensis ingår i släktet Laelia och familjen tofsspinnare. Inga underarter finns listade i Catalogue of Life.